# Цыплакова, Ксения Викторовна
Ксе́ния Ви́кторовна Цыплако́ва (11 мая 1990, Москва) — российская саночница, выступающая за сборную России с 2006 года. Чемпионка национального первенства, обладательница серебряной медали Кубка России, бронзовая призёрша молодёжного чемпионата мира в командных соревнованиях, мастер спорта.

## Биография
Активно заниматься санным спортом начала в возрасте девяти лет, в сезоне 2003/04 дебютировала на юниорском Кубке мира и заняла в общем зачёте десятое место. Первое выступление на взрослых кубковых соревнованиях состоялось в сезоне 2006/07, в мировом рейтинге саночниц заняла 31 место. На молодёжном чемпионате мира в немецком Альтенберге завоевала бронзовую медаль в командных состязаниях, в одиночной программе финишировала восемнадцатой. На взрослом мировом первенстве — 29 место на трассе австрийского Иглса.
Кубковый сезон 2007/08 завершился 24 местом общего зачёта, на чемпионате Европы в итальянской Чезане финишировала 15-й. В следующем году пропустила ряд кубовых заездов и в итоге оказалась на 35-й строчке мирового рейтинга. В 2010 году выиграла чемпионат России на трассе в Парамоново.
В 2011 году во второй раз участвовала в заездах взрослого чемпионата мира, показав на соревнованиях в Чезане 16-й результат. В финале Кубка России, проходившего в латвийской Сигулде, заняла второе место.